# Phyladelphus cristatus
Phyladelphus cristatus är en tvåvingeart som beskrevs av Becker 1911. Phyladelphus cristatus ingår i släktet Phyladelphus och familjen fritflugor. Inga underarter finns listade i Catalogue of Life.